# Paul Onoratini
Paul Onoratini (né le 16 décembre 1920 aux Pennes-Mirabeau, Bouches-du-Rhône et mort le 9 janvier 2010 à La Roque d'Anthéron, Bouches-du-Rhône) est un élu local et mécène français, connu pour avoir fondé le festival de musique de La Roque-d'Anthéron.

## Biographie
Paul Onoratini est maire de la commune de La Roque d'Anthéron de 1959 à 1989.
Propriétaire du château de Florans, il y crée un festival de musique consacré au piano, dont la première édition a lieu en 1981. Il préside le Festival jusqu'en 2007 - c'est toujours un représentant de la famille qui préside ce festival.